# آنا سافيتش
آنا سافيتش (بالكرواتية: Ana Savić)‏ مواليد 9 أكتوبر 1989 في كرواتيا، جمهورية يوغوسلافيا الاشتراكية الاتحادية، هي لاعبة كرة مضرب كرواتية سابقة. أعلى تصنيف لها في الفردي كان 222. أعلى تصنيف لها في الزوجي كان 592.

## النهائيات

### الفردي (9–2)
| الحصيلة | الرقم | التاريخ        | الدورة                | الأرضية | المنافس             | النتيجة       |
| ------- | ----- | -------------- | --------------------- | ------- | ------------------- | ------------- |
| الفوز   | 1.    | 23 أكتوبر 2006 | دوبروفنيك، كرواتيا    | ترابية  | بولونا ربرشاك       | 1–6, 6–3, 6–4 |
| الوصافة | 1.    | 8 ديسمبر 2008  | برشيروف، التشيك       | صلبة    | تيريزا هلاديكوفا    | 4–6, 5–7      |
| الفوز   | 2.    | 27 فبراير 2012 | أنطاليا، تركيا        | ترابية  | جويا باربييري       | 6–3, 6–4      |
| الفوز   | 3.    | 5 مارس 2012    | أنطاليا، تركيا        | ترابية  | مارتينا دي جوزيبي   | 6–2, 4–6, 6–2 |
| الفوز   | 4.    | 12 مارس 2012   | أنطاليا، تركيا        | ترابية  | جاسمينا تينجيتش     | 6–0, 6–4      |
| الفوز   | 5.    | 19 مارس 2012   | أنطاليا، تركيا        | ترابية  | ليزا سابينو         | 5–0, ret.     |
| الفوز   | 6.    | 25 يونيو 2012  | بروكابلج، صربيا       | ترابية  | شانتال شكاملوفا     | 6–2, 6–4      |
| الوصافة | 2.    | 30 يوليو 2012  | ترنافا، سلوفاكيا      | ترابية  | أناستازيا سيفاستوفا | انتصار سهل    |
| الفوز   | 7.    | 1 أكتوبر 2012  | سولين، كرواتيا        | ترابية  | برناردا بيرا        | 5–7, 6–2, 7–5 |
| الفوز   | 8.    | 17 ديسمبر 2012 | أنقرة، تركيا          | صلبة    | مونيكا بويغ         | 5–7, 6–3, 6–4 |
| الفوز   | 9.    | 3 نوفمبر 2014  | الدار البيضاء، المغرب | ترابية  | فالنتينا كوليكوفا   | 6–0, 6–3      |

### الزوجي (1–0)
| الحصيلة | الرقم | التاريخ      | الدورة          | الأرضية | الشريك                  | المنافس                      | النتيجة  |
| ------- | ----- | ------------ | --------------- | ------- | ----------------------- | ---------------------------- | -------- |
| الفوز   | 1.    | 2 أبريل 2007 | كافتات، كرواتيا | ترابية  | أناستازيا بولتوراتسكايا | أنا يوفانوفيتش ناتاشا زوريتش | 6–1, 6–1 |

## روابط خارجية
- آنا سافيتش على موقع رابطة محترفات التنس (الإنجليزية)
- آنا سافيتش على موقع الاتحاد الدولي لكرة المضرب (الإنجليزية)
- آنا سافيتش على موقع خلاصة التنس.كوم (الإنجليزية)